# Labarthe-sur-Lèze
Labarthe-sur-Lèze (em occitano:  La Barta de Lesat) é uma comuna francesa na região administrativa da Occitânia, no departamento do Alto Garona. Estende-se por uma área de 10.43 km², com 6.275 habitantes, segundo o censo de 2018, com uma densidade de 600 hab/km².